# Filó János (főesperes)
Filó János (Ószombat (Sobotist), 1722. május 31. – Nagyszombat, 1786. november 12.) kanonok, főesperes, szemináriumi igazgató, filozófus.

## Élete
Ószombatról származott, a teológiát 1739-től Bécsben hallgatta; fölszenteltetése után több helyen volt káplán; 1748. július 25.-én turolukai, 1756. július 12.-én szobotisti plébános lett; itt az anabaptisták megtérítésén fáradozott. 1764-ben szepesi, 1769. június 20. esztergomi kanonok lett; később pedig Ábrahámról nevezett apát, 1773. március 1.-jén barsi főesperes és 1770–1778-ban a nagyszombati központi papnevelő intézet igazgatója.

## Művei
- Assertationes theologicae de peccatis, gratia et merito, quas in unio Viennensi a 1743. publice propugnandas suscepit, praeside P. Cajetano S. I. Viennae.
- Knezstvo podle Rádu Melchyzedecha… Nagyszombat, 1771. (Egyházi beszéd.)
- Introductio novelli operarii ad exponendam variis exerrantibus doctrinam verae ac salvificae religionis in duos libros digesta… Nagyszombat, 1773. (Kézirata a budapesti Egyetemi Könyvtárba került.)
- Jus naturae dro novello in vinea Domini operario deductum ex demonstrato fine hominis… Budae, 1781. Két kötet.
- Salutatio cardinalis, principis primatis, archiepiscopi Strigoniensis Josphi e comitibus Batthyán, dum Josephum e comitibus Erdődy pro administratore comitatus Honthensis installaturus, adveniret. Tyrnaviae. 1799. (a Cath. Bibl. Simor szerint, de ekkor F. J. 13 éve már nem volt életben. Valószinűen sajtóhiba 1779 helyett.)